# Lista de juízes do Tribunal Constitucional
Nesta lista estão incluídos todos os Juízes do Tribunal Constitucional de Portugal desde a sua fundação em 1982.

## Juízes em funções

Afonso Patrão Juiz 12 de Outubro de 2021 anos
José Ascensão Ramos Juiz 12 de Outubro de 2021 anos
J.E. Figueiredo Dias Juiz 12 de Outubro de 2021 anos
Maria Benedita Urbano Juíza 12 de Outubro de 2021 anos

Carlos Carvalho Juiz 25 de Abril de 2023 anos
João Carlos Loureiro Juiz 25 de Abril de 2023 anos
Rui Guerra da Fonseca Juiz 25 de Abril de 2023 anos

José João Abrantes Presidente 14 de Julho de 2020 69 anos

Gonçalo Almeida Ribeiro Vice-Presidente 22 de Julho de 2016 41 anos
José Teles Pereira Juiz 9 de Julho de 2015 67 anos
Joana Costa Juíza 22 de Julho de 2016
53 anos
Mariana Canotilho Juíza 2 de Abril de 2019 45 anos

- Afonso Patrão
Juiz
12 de Outubro de 2021
44 anos
- José Ascensão Ramos
Juiz
12 de Outubro de 2021
64 anos
- J.E. Figueiredo Dias
Juiz
12 de Outubro de 2021
58 anos
- Maria Benedita Urbano
Juíza
12 de Outubro de 2021
 60 anos

- Carlos Carvalho
Juiz
25 de Abril de 2023
58 anos
- João Carlos Loureiro
Juiz
25 de Abril de 2023
62 anos
- Rui Guerra da Fonseca
Juiz
25 de Abril de 2023
49 anos

## Juízes por ordem cronológica
| Nº | Retrato | Conselheiro                               | Vida                             | Indicação           | Mandato                                                    | Período            | Carreira                                                                           | Sucessão                           |
| -- | ------- | ----------------------------------------- | -------------------------------- | ------------------- | ---------------------------------------------------------- | ------------------ | ---------------------------------------------------------------------------------- | ---------------------------------- |
| 1  |         | Armando Marques Guedes (Presidente)       | 1919–2012                        | PSD                 | 6 de Abril de 1983 2 de Agosto de 1989                     | 6 anos e 3 meses   | Professor da Universidade de Lisboa                                                | Inaugural (J1)                     |
| 2  |         | José Magalhães Godinho (Vice-Presidente)  | 1909–1994                        | PS                  | 6 de Abril de 1983 2 de Agosto de 1989                     | 6 anos e 10 meses  | Provedor de Justiça Advogado                                                       | Inaugural (J2)                     |
| 3  |         | Antero Monteiro Diniz                     | 1936 (89 anos)                   | PS                  | 6 de Abril de 1983 7 de Outubro de 1997 (Renúncia)         | 9 anos e 10 meses  | Secretário de Estado Conselheiro do Tribunal de Contas                             | Inaugural (J3)                     |
| 4  |         | Joaquim da Costa Aroso                    | 1922–1984                        | CDS                 | 6 de Abril de 1983 24 de Agosto de 1984 (Falecimento)      | 1 ano e 4 meses    | Juiz-Desembargador                                                                 | Inaugural (J4)                     |
| 5  |         | Jorge Campinos                            | 1937–1993                        | PS                  | 6 de Abril de 1983 12 de Agosto de 1985 (Renúncia)         | 2 anos e 4 meses   | Professor da Universidade Nova de Lisboa                                           | Inaugural (J5)                     |
| 6  |         | José Manuel Cardoso da Costa (Presidente) | 1938 (87 anos)                   | Eleito Cooptado CDS | 6 de Abril de 1983 23 de Abril de 2003                     | 20 anos            | Professor da Universidade de Coimbra Jurisconsulto                                 | Inaugural (J6) Alves Correia (J11) |
| 7  |         | Luís Nunes de Almeida (Presidente)        | 1946–2004                        | Eleito Cooptado PS  | 6 de Abril de 1983 6 de Setembro de 2004 (Falecimento)     | 21 anos e 5 meses  | Deputado Advogado                                                                  | Inaugural (J7) Fonseca (J12)       |
| 8  |         | Messias Bento                             | 1945 (80 anos)                   | PSD                 | 6 de Abril de 1983 11 de Setembro de 2001 (Renúncia)       | 18 anos e 5 meses  | Conselheiro do Supremo Tribunal de Justiça                                         | Inaugural (J8)                     |
| 9  |         | Raul Mateus da Silva                      | 1936 (89 anos)                   | PSD                 | 6 de Abril de 1983 2 de Agosto de 1989                     | 6 anos e 4 meses   | Juiz de Direito                                                                    | Inaugural (J9)                     |
| 10 |         | Vital Moreira                             | 1944 (81 anos)                   | PCP                 | 6 de Abril de 1983 2 de Agosto de 1989                     | 6 anos e 4 meses   | Professor da Universidade de Coimbra                                               | Inaugural (J10)                    |
| 11 |         | Mário Afonso                              | 1924–2008                        | Cooptado PSD        | 6 de Abril de 1983 2 de Fevereiro de 1988 (Renúncia)       | 4 anos e 9 meses   | Juiz-Desembargador                                                                 | Inaugural (J11)                    |
| 12 |         | Mário de Brito                            | 1922–2020                        | Cooptado PCP        | 6 de Abril de 1983 2 de Junho de 1993 (Renúncia)           | 10 anos e 1 mês    | Conselheiro do Supremo Tribunal de Justiça                                         | Inaugural (J12)                    |
| 13 |         | José Martins da Fonseca                   | 1924–2009                        | Cooptado Ind.       | 6 de Abril de 1983 30 de Outubro de 1989                   | 6 anos e 6 meses   | Presidente do Tribunal da Relação de Lourenço Marques                              | Inaugural (J13)                    |
| 14 |         | António Costa Mesquita                    | 1928–1986                        | CDS                 | 15 de Fevereiro de 1985 26 de Agosto de 1986 (falecimento) | 1 ano e 6 meses    | Conselheiro do Supremo Tribunal Administrativo                                     | Costa Aroso (J4)                   |
| 15 |         | António Vitorino                          | 1957 (68 anos)                   | PS                  | 2 de Agosto de 1989 10 de Março de 1994 (renúncia)         | 4 anos e 7 meses   | Ministro Deputado Advogado                                                         | Campinos (J5)                      |
| 16 |         | Armindo Ribeiro Mendes                    | 1946 (79 anos)                   | PS                  | 2 de Agosto de 1989 11 de Março de 1998                    | 8 anos e 7 meses   | Assistente da Universidade de Lisboa                                               | Magalhães Godinho (J2)             |
| 17 |         | José Manuel Bravo Serra                   | 1947 (78 anos)                   | PSD                 | 2 de Agosto de 1989 4 de Abril de 2007                     | 17 anos e 8 meses  | Conselheiro do Supremo Tribunal de Justiça                                         | Costa Mesquita (J4)                |
| 18 |         | José de Sousa e Brito                     | 1939 (86 anos)                   | PS                  | 2 de Agosto de 1989 9 de Dezembro de 2002 (sorteio)        | 13 anos e 4 meses  | Assistente da Universidade de Lisboa Advogado                                      | Vital Moreira (J10)                |
| 19 |         | Maria da Assunção Esteves                 | 1950 (75 anos)                   | PSD                 | 2 de Agosto de 1989 11 de Março de 1998                    | 8 anos e 7 meses   | Presidente da Assembleia da República Eurodeputada                                 | Marques Guedes (J1)                |
| 20 |         | Vítor Nunes de Almeida                    | 1938–2020                        | PSD                 | 2 de Agosto de 1989 11 de Setembro de 2001 (renúncia)      | 12 anos e 1 mês    | Desembargador da Relação do Porto                                                  | Mateus da Silva (J9)               |
| 21 |         | Fernando Alves Correia                    | 1951 (74 anos)                   | Cooptado PSD        | 30 de Outubro de 1989 13 de Março de 1998                  | 8 anos e 4 meses   | Professor da Universidade de Coimbra                                               | Afonso (J11)                       |
| 22 |         | Alberto Tavares da Costa                  | 1934 (91 anos)                   | Cooptado Ind.       | 30 de Outubro de 1989 26 de Setembro de 2003 (renúncia)    | 13 anos e 10 meses | Conselheiro do Supremo Tribunal de Justiça                                         | Martins da Fonseca (J13)           |
| 23 |         | Guilherme da Fonseca                      | 1940 (85 anos)                   | Cooptado Eleito PCP | 4 de Novembro de 1993 9 de Dezembro de 2002 (sorteio)      | 9 anos e 1 mês     | Conselheiro do Supremo Tribunal Administrativo                                     | Brito (J12) Nunes de Almeida (J7)  |
| 24 |         | Maria Fernanda Palma                      | 1955 (70 anos)                   | PS                  | 18 de Maio de 1994 4 de Abril de 2007                      | 12 anos e 10 meses | Professora da Universidade de Lisboa                                               | Vitorino (J5)                      |
| 25 |         | Artur Maurício (Presidente)               | 1944–2008                        | PS                  | 11 de Março de 1998 4 de Abril de 2007                     | 9 anos             | Conselheiro do Supremo Tribunal de Justiça                                         | Monteiro Diniz (J3)                |
| 26 |         | Maria Helena de Brito                     | 1948 (77 anos)                   | PS                  | 11 de Março de 1998 4 de Abril de 2007                     | 9 anos             | Professora da Universidade Nova de Lisboa                                          | Ribeiro Mendes (J2)                |
| 27 |         | Maria dos Prazeres Beleza                 | 1956 (69 anos)                   | PSD                 | 11 de Março de 1998 4 de Abril de 2007                     | 9 anos             | Professora da Universidade Católica Portuguesa                                     | Cardoso da Costa (J6)              |
| 28 |         | Paulo Mota Pinto                          | 1966 (59 anos)                   | PSD                 | 11 de Março de 1998 4 de Abril de 2007                     | 9 anos             | Deputado Professor da Universidade de Coimbra                                      | Assunção Esteves (J1)              |
| 29 |         | Benjamim Silva Rodrigues                  | 1945 (80 anos)                   | PSD                 | 9 de Dezembro de 2002 28 de Junho de 2010 (Renúncia)       | 7 anos e 6 meses   | Conselheiro do Supremo Tribunal Administrativo                                     | Messias Bento (J8)                 |
| 30 |         | Carlos Pamplona de Oliveira               | 1949 (76 anos)                   | PSD                 | 9 de Dezembro de 2002 12 de Julho de 2012                  | 9 anos e 7 meses   | Conselheiro do Supremo Tribunal Administrativo                                     | Nunes de Almeida (J9)              |
| 31 |         | Gil Gomes Galvão (Vice-Presidente)        | 1949 (76 anos)                   | PS                  | 9 de Dezembro de 2002 12 de Julho de 2012                  | 9 anos e 7 meses   | Advogado                                                                           | Fonseca (J7)                       |
| 32 |         | Mário Araújo Torres                       | 1945 (80 anos)                   | PS                  | 9 de Dezembro de 2002 31 de Agosto de 2009 (Renúncia)      | 6 anos e 8 meses   | Conselheiro do Supremo Tribunal Administrativo                                     | Sousa e Brito (J10)                |
| 33 |         | Rui Moura Ramos (Presidente)              | 1950 (75 anos)                   | Cooptado PSD        | 23 de Abril de 2003 1 de Outubro de 2012                   | 9 anos e 5 meses   | Juiz Europeu Professor da Universidade de Coimbra                                  | Cardoso da Costa (J11)             |
| 34 |         | Vítor Gomes                               | 1949 (76 anos)                   | Cooptado Ind.       | 5 de Dezembro de 2003 20 de Junho de 2013                  | 9 anos e 6 meses   | Presidente do Supremo Tribunal Administrativo                                      | Tavares da Costa (J13)             |
| 35 |         | Maria João Antunes                        | 1963 (62 anos)                   | Cooptada PS         | 21 de Outubro de 2004 6 de Março de 2014                   | 9 anos e 4 meses   | Professora da Universidade de Coimbra                                              | Nunes de Almeida (J12)             |
| 36 |         | Ana Maria Guerra Martins                  | 22 de julho de 1963 (61 anos)    | PS                  | 4 de Abril de 2007 22 de Julho de 2016                     | 9 anos e 3 meses   | Professora da Universidade de Lisboa                                               | Maurício (J3)                      |
| 37 |         | Carlos Cadilha                            | 1 de agosto de 1947 (77 anos)    | PS                  | 4 de Abril de 2007 22 de Julho de 2016                     | 9 anos e 3 meses   | Conselheiro do Supremo Tribunal de Justiça                                         | Palma (J5)                         |
| 38 |         | João Cura Mariano                         | 23 de maio de 1957 (67 anos)     | PSD                 | 4 de Abril de 2007 22 de Julho de 2016                     | 9 anos e 3 meses   | Desembargador da Relação do Porto                                                  | Bravo Serra (J4)                   |
| 39 |         | José Borges Soeiro                        | 1950 (75 anos)                   | PSD                 | 4 de Abril de 2007 30 de Novembro de 2011 (Renúncia)       | 3 anos e 7 meses   | Conselheiro do Supremo Tribunal de Justiça                                         | Beleza (J6)                        |
| 40 |         | Maria Lúcia Amaral (Vice-Presidente)      | 10 de junho de 1957 (67 anos)    | PSD                 | 4 de Abril de 2007 22 de Julho de 2016                     | 9 anos e 3 meses   | Professora da Universidade Nova de Lisboa                                          | Mota Pinto (J1)                    |
| 41 |         | Rui Pereira                               | 1956 (69 anos)                   | PS                  | 4 de Abril de 2007 17 de Maio de 2007 (Renúncia)           | 1 mês              | Professor da Universidade Nova de Lisboa                                           | Helena de Brito (J2)               |
| 42 |         | Joaquim Sousa Ribeiro (Presidente)        | 1946 (79 anos)                   | PS                  | 13 de Julho de 2007 22 de Julho de 2016                    | 9 anos             | Professor da Universidade de Coimbra                                               | Pereira (J2)                       |
| 43 |         | Catarina Sarmento e Castro                | 16 de maio de 1970 (54 anos)     | PS                  | 4 de Fevereiro de 2010 2 de Abril de 2019                  | 9 anos e 1 mês     | Assistente da Universidade de Coimbra                                              | Torres (J10)                       |
| 44 |         | José da Cunha Barbosa                     | 1950 (75 anos)                   | PSD                 | 12 de Abril de 2011 12 de Junho de 2015 (Renúncia)         | 4 anos e 2 meses   | Conselheiro do Supremo Tribunal de Justiça                                         | Silva Rodrigues (J8)               |
| 45 |         | Maria José Rangel de Mesquita             | 1965 (60 anos)                   | PSD                 | 12 de Julho de 2012 12 de Outubro de 2021                  | 9 anos e 3 meses   | Professora da Universidade de Lisboa                                               | Borges Soeiro (J6)                 |
| 46 |         | Fernando Vaz Ventura                      | 7 de janeiro de 1961 (64 anos)   | PS                  | 12 de Julho de 2012 12 de Outubro de 2021                  | 9 anos e 3 meses   | Desembargador da Relação de Lisboa                                                 | Galvão (J7)                        |
| 47 |         | Fátima Mata-Mouros                        | 25 de março de 1960 (64 anos)    | CDS                 | 12 de Julho de 2012 12 de Outubro de 2021                  | 9 anos e 3 meses   | Desembargadora da Relação de Évora                                                 | Pamplona de Oliveira (J9)          |
| 48 |         | Pedro Machete (Vice-Presidente)           | 11 de julho de 1965 (59 anos)    | Cooptado PSD        | 1 de Outubro de 2012 25 de Abril de 2023                   | 10 anos e 6 meses  | Professor da Universidade Católica Portuguesa                                      | Moura Ramos (J11)                  |
| 49 |         | Lino Ribeiro                              | 6 de abril de 1957 (67 anos)     | Cooptado Ind.       | 20 de Junho de 2013 25 de Abril de 2023                    | 9 anos e 10 meses  | Conselheiro do Supremo Tribunal Administrativo                                     | Gomes (J13)                        |
| 50 |         | João Caupers (Presidente)                 | 21 de abril de 1951 (73 anos)    | Cooptado PS         | 6 de Março de 2014 25 de Abril de 2023                     | 9 anos e 1 mês     | Professor da Universidade Nova de Lisboa                                           | Antunes (J12)                      |
| 51 |         | José Teles Pereira                        | 1957 (68 anos)                   | PSD                 | 9 de Julho de 2015 Presente                                | 9 anos e 8 meses   | Desembargador da Relação de Coimbra                                                | Cunha Barbosa (J8)                 |
| 52 |         | Manuel da Costa Andrade (Presidente)      | 8 de outubro de 1944 (80 anos)   | PSD                 | 22 de Julho de 2016 15 de Fevereiro de 2021 (Renúncia)     | 4 anos 6 meses     | Deputado Professor da Universidade de Coimbra                                      | Cura Mariano (J4)                  |
| 53 |         | Cláudio Ramos Monteiro                    | 27 de setembro de 1964 (60 anos) | PS                  | 22 de Julho de 2016 16 de Janeiro de 2020 (Renúncia)       | 3 anos e 5 meses   | Professor da Universidade de Lisboa Conselheiro do Supremo Tribunal Administrativo | Guerra Martins (J3)                |
| 54 |         | Gonçalo Almeida Ribeiro (Vice-Presidente) | 26 de dezembro de 1983 (41 anos) | PSD                 | 22 de Julho de 2016 Presente                               | 8 anos e 7 meses   | Professor da Universidade Católica Portuguesa                                      | Amaral (J1)                        |
| 55 |         | Joana Costa                               | 17 de agosto de 1971 (53 anos)   | PS                  | 22 de Julho de 2016 Presente                               | 8 anos e 7 meses   | Juíza de Direito                                                                   | Cadilha (J5)                       |
| 56 |         | Maria Clara Sottomayor                    | 31 de janeiro de 1966 (59 anos)  | BE                  | 22 de Julho de 2016 25 de Julho de 2019 (Renúncia)         | 3 anos             | Conselheira do Supremo Tribunal de Justiça                                         | Sousa Ribeiro (J2)                 |
| 57 |         | Mariana Canotilho                         | 7 de maio de 1979 (45 anos)      | PCP                 | 2 de Abril de 2019 Presente                                | 5 anos e 11 meses  | Assessora no Tribunal Constitucional                                               | Sarmento e Castro (J10)            |
| 58 |         | José João Abrantes (Presidente)           | 18 de junho de 1955 (69 anos)    | PS                  | 14 de Julho de 2020 Presente                               | 4 anos e 8 meses   | Professor da Universidade Nova de Lisboa                                           | Sottomayor (J2)                    |
| 59 |         | Maria da Assunção Raimundo                | 1956 (69 anos)                   | PS                  | 14 de Julho de 2020 9 de Junho de 2023 (Renúncia)          | 2 anos e 10 meses  | Conselheira do Supremo Tribunal de Justiça                                         | Monteiro (J3)                      |
| 60 |         | Afonso Patrão                             | 1980 (45 anos)                   | PSD                 | 12 de Outubro de 2021 Presente                             | 3 anos e 5 meses   | Assessor no Tribunal Constitucional                                                | Costa Andrade (J4)                 |
| 61 |         | José Ascensão Ramos                       | 1960 (65 anos)                   | PS                  | 12 de Outubro de 2021 Presente                             | 3 anos e 5 meses   | Juiz Presidente da Comarca de Leiria                                               | Vaz Ventura (J7)                   |
| 62 |         | José Eduardo Figueiredo Dias              | 1967 (58 anos)                   | PSD                 | 12 de Outubro de 2021 Presente                             | 3 anos e 5 meses   | Presidente da Entidade das Contas e Financiamentos Políticos                       | Rangel de Mesquita (J6)            |
| 63 |         | Maria Benedita Urbano                     | 1965 (60 anos)                   | PSD                 | 12 de Outubro de 2021 Presente                             | 3 anos e 5 meses   | Conselheira do Supremo Tribunal Administrativo                                     | Mata-Mouros (J9)                   |
| 64 |         | Carlos Carvalho                           | 5 de novembro de 1966 (58 anos)  | Cooptado Ind.       | 25 de Abril de 2023 Presente                               | 1 ano e 10 meses   | Conselheiro do Supremo Tribunal Administrativo                                     | Ribeiro (J13)                      |
| 65 |         | João Carlos Loureiro                      | 15 de setembro de 1962 (62 anos) | Cooptado PSD        | 25 de Abril de 2023 Presente                               | 1 ano e 10 meses   | Professor da Universidade de Coimbra                                               | Machete (J11)                      |
| 66 |         | Rui Guerra da Fonseca                     | 13 de setembro de 1975 (49 anos) | Cooptado PS         | 25 de Abril de 2023 Presente                               | 1 ano e 10 meses   | Professor da Universidade de Lisboa                                                | Caupers (J12)                      |

## Juízos

### Eleitos pelo Parlamento
| Juiz 1                                    | Indicação | Mandato       |
| ----------------------------------------- | --------- | ------------- |
| Armando Marques Guedes (Presidente)       | PSD       | 1983–1989     |
| Maria da Assunção Esteves                 | PSD       | 1989–1998     |
| Paulo Mota Pinto                          | PSD       | 1998–2007     |
| Maria Lúcia Amaral (Vice-Presidente)      | PSD       | 2007–2016     |
| Gonçalo Almeida Ribeiro (Vice-Presidente) | PSD       | 2016–presente |

| Juiz 2                                   | Indicação | Mandato       |
| ---------------------------------------- | --------- | ------------- |
| José Magalhães Godinho (Vice-Presidente) | PS        | 1983–1989     |
| Armindo Ribeiro Mendes                   | PS        | 1989–1998     |
| Maria Helena de Brito                    | PS        | 1998–2007     |
| Rui Pereira                              | PS        | 2007          |
| Joaquim Sousa Ribeiro (Presidente)       | PS        | 2007–2016     |
| Maria Clara Sottomayor                   | BE        | 2016–2019     |
| José João Abrantes (Presidente)          | PS        | 2020–presente |

| Juiz 3                      | Indicação | Mandato   |
| --------------------------- | --------- | --------- |
| Antero Monteiro Diniz       | PS        | 1983–1997 |
| Artur Maurício (Presidente) | PS        | 1998–2007 |
| Ana Maria Guerra Martins    | PS        | 2007–2016 |
| Cláudio Ramos Monteiro      | PS        | 2016–2020 |
| Maria da Assunção Raimundo  | PS        | 2020–2023 |

| Juiz 4                               | Indicação | Mandato       |
| ------------------------------------ | --------- | ------------- |
| Joaquim da Costa Aroso               | CDS       | 1983–1984     |
| António Costa Mesquita               | CDS       | 1985–1986     |
| José Manuel Bravo Serra              | PSD       | 1989–2007     |
| João Cura Mariano                    | PSD       | 2007–2016     |
| Manuel da Costa Andrade (Presidente) | PSD       | 2016–2021     |
| Afonso Patrão                        | PSD       | 2021–presente |

| Juiz 5               | Indicação | Mandato       |
| -------------------- | --------- | ------------- |
| Jorge Campinos       | PS        | 1983–1985     |
| António Vitorino     | PS        | 1989–1994     |
| Maria Fernanda Palma | PS        | 1994–2007     |
| Carlos Cadilha       | PS        | 2007–2016     |
| Joana Costa          | PS        | 2016–presente |

| Juiz 6                                    | Indicação | Mandato       |
| ----------------------------------------- | --------- | ------------- |
| José Manuel Cardoso da Costa (Presidente) | CDS       | 1983–1998     |
| Maria dos Prazeres Beleza                 | PSD       | 1998–2007     |
| José Borges Soeiro                        | PSD       | 2007–2011     |
| Maria José Rangel de Mesquita             | PSD       | 2012–2021     |
| José Eduardo Figueiredo Dias              | PSD       | 2021–presente |

| Juiz 7                                  | Indicação | Mandato       |
| --------------------------------------- | --------- | ------------- |
| Luís Nunes de Almeida (Vice-Presidente) | PS        | 1983–1998     |
| Guilherme da Fonseca                    | PCP       | 1998–2002     |
| Gil Gomes Galvão (Vice-Presidente)      | PS        | 2002–2012     |
| Fernando Vaz Ventura                    | PS        | 2012–2021     |
| José Ascensão Ramos                     | PS        | 2021–presente |

| Juiz 8                   | Indicação | Mandato       |
| ------------------------ | --------- | ------------- |
| Messias Bento            | PSD       | 1983–2001     |
| Benjamim Silva Rodrigues | PSD       | 2002–2010     |
| José da Cunha Barbosa    | PSD       | 2011–2015     |
| José Teles Pereira       | PSD       | 2015–presente |

| Juiz 9                      | Indicação | Mandato       |
| --------------------------- | --------- | ------------- |
| Raul Mateus da Silva        | PSD       | 1983–1989     |
| Vítor Nunes de Almeida      | PSD       | 2001–2001     |
| Carlos Pamplona de Oliveira | PSD       | 2002–2012     |
| Fátima Mata-Mouros          | CDS       | 2012–2021     |
| Maria Benedita Urbano       | PSD       | 2021–presente |

| Juiz 10                    | Indicação | Mandato       |
| -------------------------- | --------- | ------------- |
| Vital Moreira              | PCP       | 1983–1989     |
| José de Sousa e Brito      | PS        | 1989–2002     |
| Mário Araújo Torres        | PS        | 2002–2009     |
| Catarina Sarmento e Castro | PS        | 2010–2019     |
| Mariana Canotilho          | PCP       | 2019–presente |

### Cooptados
| Juiz 11                                   | Indicação | Mandato       |
| ----------------------------------------- | --------- | ------------- |
| Mário Afonso                              | PSD       | 1983–1988     |
| Fernando Alves Correia                    | PSD       | 1989–1998     |
| José Manuel Cardoso da Costa (Presidente) | CDS       | 1998–2003     |
| Rui Moura Ramos (Presidente)              | PSD       | 2003–2012     |
| Pedro Machete (Vice-Presidente)           | PSD       | 2012–2023     |
| João Carlos Loureiro                      | PSD       | 2023–presente |

| Juiz 12                            | Indicação | Mandato       |
| ---------------------------------- | --------- | ------------- |
| Mário de Brito                     | PCP       | 1983–1993     |
| Guilherme da Fonseca               | PCP       | 1993–1998     |
| Luís Nunes de Almeida (Presidente) | PS        | 1998–2004     |
| Maria João Antunes                 | PS        | 2004–2014     |
| João Caupers (Presidente)          | PS        | 2014–2023     |
| Rui Guerra da Fonseca              | PS        | 2023–presente |

| Juiz 13                  | Indicação    | Mandato       |
| ------------------------ | ------------ | ------------- |
| José Martins da Fonseca  | Independente | 1983–1989     |
| Alberto Tavares da Costa | Independente | 1989–2003     |
| Vítor Gomes              | Independente | 2003–2013     |
| Lino Ribeiro             | Independente | 2013–2023     |
| Carlos Carvalho          | Independente | 2023–presente |